# Boucherville
Boucherville este un oraș în regiunea Montérégie a Quebécului. Este o suburbie a Montréalului pe țărmul de sud al fluviului Sf. Laurențiu.

## Personalități născute aici
- Toussaint Charbonneau (1767 - 1843), explorator, comerciant.